# Benito Villegas
Benito Higinio Villegas (Morón, Argentina, 11 de enero de 1877 - 27 de abril de 1952) fue un ajedrecista argentino, campeón nacional en 1922.

## Biografía

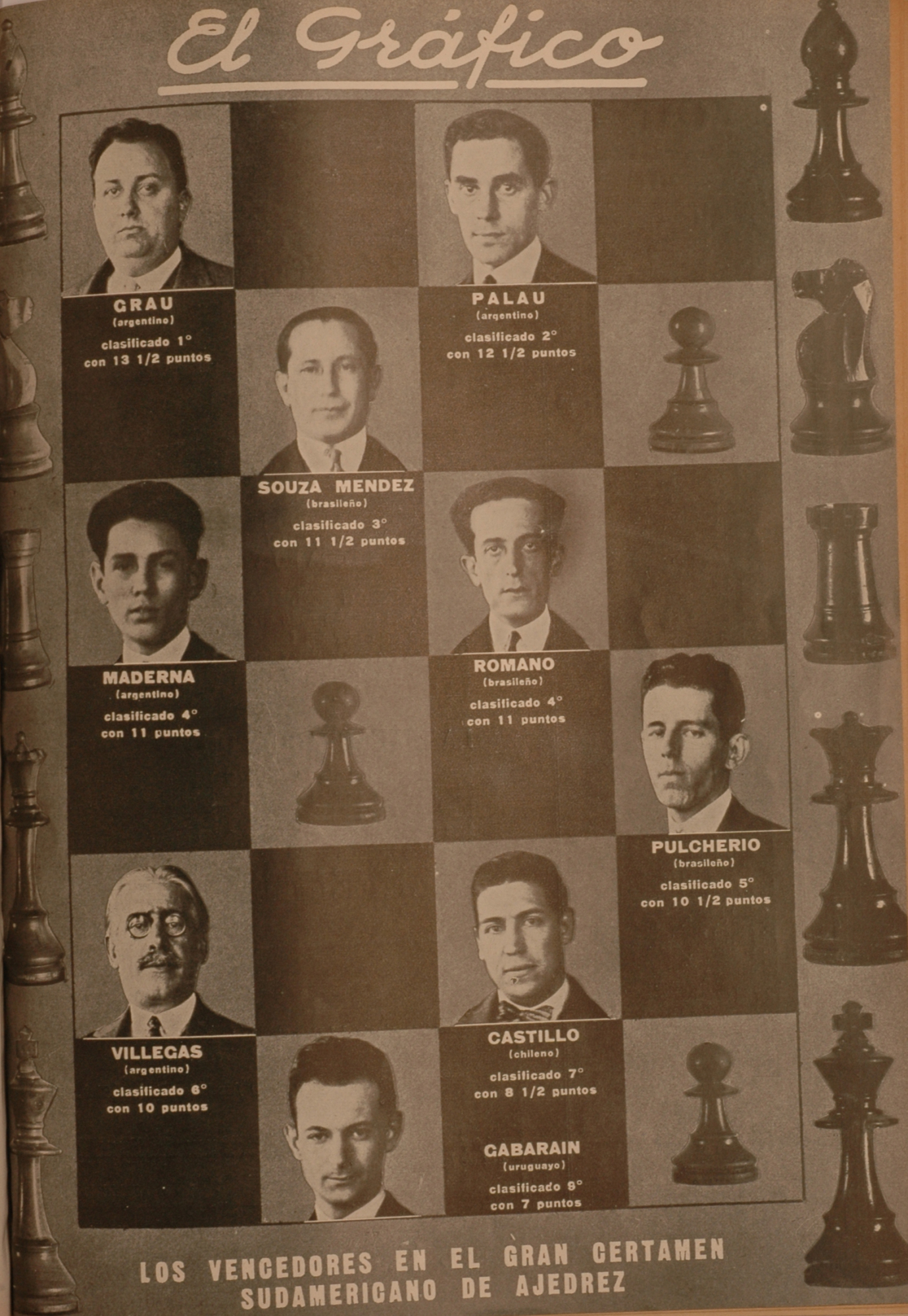
Villegas, primero de izquierda a derecha en la penúltima hilera, en 1928.

Aprendió ajedrez alrededor de sus cinco años de edad, de uno de sus tíos, Mariano Castellanos, conocido jugador de su época. Ganó su primer torneo en el Club del Progreso, a los veintitrés años, precediendo a renombrados jugadores, tales como el Dr. Julián Balbín, Cupertino del Campo, Eugenio Zamudio, Julio A. Lynch y otros. 
En 1905 fue uno de los fundadores del Club Argentino de Ajedrez, ganando el campeonato de la entidad junto a Leopoldo Carranza y Lizardo Molina.Enfrentó exitosamente a los maestros europeos Richard Teichmann y Jean Taubenhaus, quienes visitaron Buenos Aires contratados por el citado Club Argentino de Ajedrez.
En 1911 enfrenta en partida individual al Campeón Mundial, Dr. Emanuel Lasker, también contratado por el Club Argentino de Ajedrez para dictar cátedra en su sede. La partida fue ganada por Lasker, quien emitió elogiosos comentarios sobre el juego del maestro Villegas. En 1912 iguala el primer puesto del campeonato del club, junto con Rolando Illa y Jorge Nollmann. En 1914 toma parte en el torneo el renombrado maestro europeo Boris Kostic, especialmente invitado, quien lo gana, clasificando segundo el maestro Villegas. 
En el Torneo Internacional jugado en la ciudad de Carrasco, Uruguay, en 1921-22, el maestro Villegas alcanza un consagratorio segundo puesto.Gana el título de Campeón Argentino en 1922, continuando en la competencia hasta el match radial Argentina – España, jugado en 1946.
Merece destacarse que su hija Mercedes, también ajedrecista, contrajo matrimonio con el maestro Jacobo Bolbochán, que formó parte de la vieja guardia del ajedrez argentino.